# De Fuckups
De Fuckups is een Nederlandse punkrockband uit Groningen.

## Historie
De Fuckups beginnen in 2003 nadat de poppunk band Dandruff!! is gestopt in 1998. Zanger Tup Wanders wordt slaggitarist, en samen met Dandruff!! sologitarist John Krol en drummer Niek Schutter wordt De Fuckups gestart.
Niek Schutter en Tup Wanders kennen elkaar van de middelbare school en hun contacten met De Enschedese School in Enschede en hebben al samen in andere bands gespeeld. In 1978 hadden ze kort de a capella punkband The Slashers nadat Tup's punkband Sperma was gestopt. In 1986 spelen ze weer samen in Henk en het Huis.
Marjan Feith is een oude bekende uit de Groningse punkscene en gaat bassen.
De eerste zanger van De Fuckups was Petra Geelink van Sexy Dex, daarna kwam Ricky van Duuren van The Moonlizards, maar uiteindelijk werd Menno Schreuder van Hellectric de vaste zanger van de band.
Begin 2007 wordt eerst de (digitale) single 'Oomph' en daarna het titelloze eerste album (op CD) uitgebracht door Platex Records, opgenomen door Edwin Pot, oud bassist van Dandruff!! in zijn Pot Sounds Studio. Alle muziek wordt uitgebracht met 'naamsvermelding' Creative Commons-licenties, waardoor die vrijwel rechtenvrij is. Dat geldt ook voor de volgende albums.
Het album krijgt goede recensies in binnen- en buitenland, en wordt in Duitsland uitgebracht door [[Illegal Records]].
John Krol verlaat de band in 2008 wanneer de opnames voor het tweede album -ook op Platex Records en opgenomen door Edwin Pot- bijna klaar zijn. Joris Witvliet van The Kickers neemt zijn plaats in als sologitarist. Vier jaar later (Tup Wanders krijgt in de tussentijd een hartaanval en Joris Witvliet breekt zijn rug) komt de plaat alsnog uit op 10" vinyl.
De band wordt omarmd door de organisatie van GGI, een DIY organisatie die jaarlijks een festival organiseert in Groningen, Glasgow of Ierland, dus er volgen jaarlijjkse minitoertjes naar Ierland en de UK. In Nederland worden De Fuckups vooral gesteund door dichters. Er zijn nauwe banden met Karel ten Haaf en Daniël Dee. Dee spoort in elk colofon van al zijn bundels aan om de platen van De Fuckups te beluisteren en te kopen. 
De derde plaat 'Wrong Band', wordt  opnieuw uitgebracht door Platex Records en opnieuw opgenomen door Edwin Pot, komt uit op vinyl in 2012 maar wordt pas in 2017 ook digitaal uitgebracht.    
De liedjes van De Fuckups kenmerken zich door klankexperimenten die niet vaak voorkomen in het Nedersaksisch. Sommigen stellen daarentegen dat sinds de komst van Witvliet uit Eindhoven (in combinatie met de al aanwezige Antwerpse Wanders), het vermeende Nedersaksische element grotendeels irrelevant is geworden.  

## Bezetting
- 2003-heden: Niek Schutter (drums)
- 2003-2008: John Krol (gitaar)
- 2003-heden: Tup Wanders (gitaar)
- 2004-heden: Marjan Feith (bas)
- 2004-2005: Petra Geelink (zang)
- 2004-2005: Ricky van Duuren (zang)
- 2005-heden: Menno Schreuder (zang)
- 2008-heden: Joris Witvliet (gitaar)
- 2010-heden: Obed Brinkman (trombone)
- 2010-heden: Michael P. Hall (management)

## Discografie
- 2007 - Oomph (digitale single via Platex Records)
- 2007 - Eerste naamloze album, ook 'Oomph' en '1' genoemd  (cd/digitaal)
- 2010 - Stuff (vinyl lp/digitaal)
- 2012 - Wrong Band (vinyl lp)
- 2017 - Wrong Band (digitaal)